# Meervoudige geletterdheden

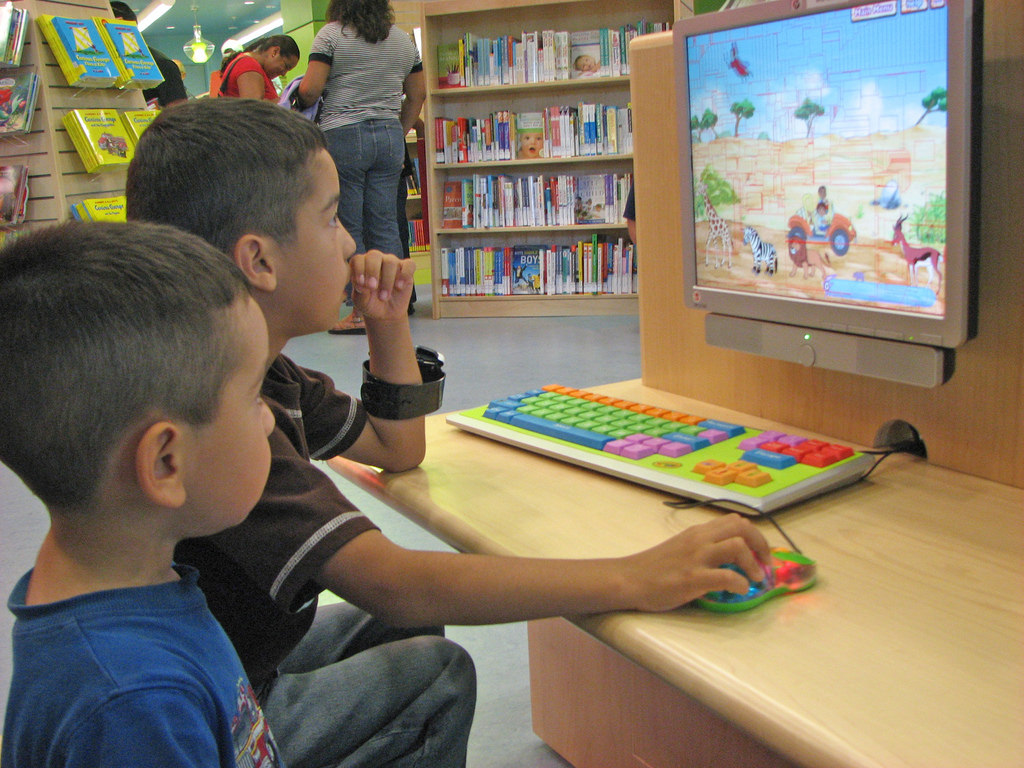
Door het werken met een computer ontstaan verschillende vormen van geletterdheid.

Meervoudige geletterdheden is een term binnen de theorie van de geletterdheid en pedagogie en werd bedacht door de New London Group in de jaren '90. Dit perspectief sluit aan bij twee evoluties binnen hedendaagse invullingen van geletterdheid: het gebruik van taal in diverse settings en het gebruik van multimedia. De aanleiding hiervan is globalisering: enerzijds, de groei van verscheidende communicatie-vormen zoals het internet en digitale media en anderzijds meer talige en culturele diversiteit door transnationale migratie. Daarom moet een nieuwe invulling van geletterdheid gebruikt en ontwikkeld worden binnen onderwijs.

## New London Group
De New London Group is een groep van 10 academici die in 1994 samen kwamen in New London (VS) om een nieuwe pedagogie te ontwikkelen die een antwoord formuleert op de uitdagingen waarvoor onderwijzers stonden in een meer geglobaliseerde omgeving met een grotere variëteit van media. Het bestaande model was gebaseerd op een visie die één taal, één cultuur centraal stelde, met een prioriteit voor het lezen en schrijven van gedrukte teksten. Deze 10 academici dachten vanuit hun verschillende expertise en achtergrond na over deze uitdagingen en schreven dit neer in een manifest, "A Pedagogy of Multiliteracies: Designing Social Futures", dat twee jaar later verscheen in 1996. Belangrijke denkers in deze groep zijn onder andere Bill Cope (Australië), Mary Kalantzis (Australië), Gunther Kress (VK), Norman Fairclough (VK) en James Gee (VS).

## Impact op onderwijs
Globalisering heeft gezorgd voor een groei in immigratie, en dus een grotere diversiteit in achtergronden en talen in de school. Tegelijkertijd maakt de groei in mediatechnologieën het makkelijker om te communiceren over grotere afstanden. Dit roept de vraag op hoe leerlingen vakken die steunden op de standaardtaal en oude media zoals het boek moeten aangeleerd krijgen. De New London Group stelt dat deze oude invulling niet langer voldoet.

## Diverse vormen van taal en media
De theorie van meervoudige geletterdheid vertrekt vanuit het idee dat we vandaag betekenis creëren en geven aan de wereld rondom ons op verscheidende manieren. Ze gebruiken de term "design" als een centraal concept om te wijzen op hoe mensen leerprocessen, praktijken en omgevingen ontwerpen. Hier kan men bouwen met een aantal "grondstoffen". Er is immers niet enkel het gedrukte woord, maar evengoed beeld, audio, ruimtelijk ontwerp, het gebruik van het lichaam of een combinatie van deze vormen in een multimodaal ontwerp. Dit biedt een beter inzicht in hoe leerkrachten en leerlingen hun leerprocessen kunnen ontwerpen en kunnen transformeren.

## Een pedagogie van meervoudige geletterdheden
Verschillende publicaties, zoals Bill Cope & Mary Kalantzis' A Pedagogy of Multiliteracies. Learning by Design en Kathy Mills' The Multiliteracies Classroom dachten de specifieke pedagogie verder uit. Cope & Kalantzis stelden vier oriëntaties voor als onderdelen met elk een eigen perspectief op hoe kennis geconstrueerd wordt.
Situated practiceMenselijke kennis is steeds gesitueerd en contextueel bepaald. In dit pedagogisch perspectief probeert men het leren op school te verweven met de ervaringen van leerlingen buiten de school. Hier staat dus het idee van kennis uit "ervaring" centraal.
Overt instructionKennis uit de verschillende (academische) disciplines is vaak gebaseerd op fijne onderscheidingen tussen concepten. De leerling moet dus leren wat experts in een bepaald veld bedoelen met bepaalde theorieën. Dit kan aan de hand van leerboeken of onder leiding van de leerkracht, maar evengoed moeten leerlingen actief conceptualiseren wat ze uit ervaringen halen.
Critical framingLeren bevat ook een kritische component, door het analyseren van de functie van een bepaald fenomeen in onze maatschappij of het evalueren van macht.
Transformed practiceKennis moet ook toegepast worden. Dit kan ofwel binnen hetzelfde medium (bv. het schrijven van een academische tekst), maar ook een creatieve toepassing.

## Voetnoten
1. 1 2  The New London Group. (1996). A pedagogy of multiliteracies: Designing social futures. "Harvard educational review", 66 (1), 60-93
2. ↑  (en) Manuel Castells (1996). The information age : economy, society, and culture. 1, The rise of the network society. Wiley-Blackwell.
3. ↑  (en) Bill Cope, Mary Kalantzis (2015). A Pedagogy of Multiliteracies Learning by Design. Palgrave Macmillan.
4. ↑  Kathy A. Mills (2011). The Multiliteracies Classroom. MULTILINGUAL MATTERS.